# Bosniaken
Bosniaken (bosnisch Bošnjaci, Sg.: bosnisch Bošnjak, auch Bosnische Muslime) sind eine südslawische Ethnie mit etwa drei Millionen Angehörigen, davon über zwei Millionen primär in Bosnien und Herzegowina, aber auch in Serbien und Montenegro (Sandžak). Die Bosniaken im Kosovo und in Albanien bilden eine ethnische Minderheit. Ethnische Säuberungen während des letzten Krieges haben ihre ethnische Struktur und Verteilung in Bosnien und Herzegowina sehr verändert. Über eine Million ausgewanderter oder während des Bosnienkrieges geflüchteter Bosniaken leben heute verteilt auf der ganzen Welt, insbesondere in der Türkei, Deutschland, Österreich, Schweiz, Schweden, Norwegen, Australien, Kanada und den USA (insbesondere in St. Louis).
Die meisten Bosniaken sprechen Bosnisch, eine Standardvarietät des Serbokroatischen. Sie sind seit dem 15. und 16. Jahrhundert mehrheitlich zum Islam konvertiert. Als slawische Muslime mit Hauptsiedlungsgebiet Bosnien werden die Bosniaken auch einfach als Bosnier bezeichnet, wobei diese Bezeichnung auch die Staatsangehörigen des Gesamtstaates Bosnien und Herzegowina oder die Einwohner des Landesteils Bosnien bezeichnen kann.

## Ethnonym

### Herkunft des Landesnamens
Die slawischen Siedler, welche im Zuge der Landnahme der Slawen auf dem Balkan im heutigen Bosnien und Herzegowina siedelten, übernahmen den Namen ihrer neuen Heimat von den einheimischen Illyrern, im Gegensatz zu den Kroaten und Serben, welche die neue Heimat nach sich selbst benannten (Kroatien, Serbien). Die Illyrer nannten ihr Land nach dem Oberlauf des Flusses Bosna, dessen alter Name nicht mehr bekannt ist. Man geht aber davon aus, dass der Flussname auch bei den Illyrern die Wurzel „Bos“ enthielt.
Die früheste heute bekannte Nennung des Flusses stammt aus dem Jahr 8 unserer Zeitrechnung von Velleius Paterculus im Rahmen seiner Beschreibung des Großen Aufstandes in den Jahren 6 bis 9, in der von der Niederlage der pannonischen Einheiten am 3. August des Jahres 8 in der Nähe des Flusses Bathinus flumen die Rede ist. Eine weitere lateinische Bezeichnung ist Basan. Diese Namen entstammen aber wie auch der Name Bosna der ursprünglichen illyrischen Bezeichnung.
Die früheste Nennung des Landesnamens stammt von Konstantin Porphyrogenitus aus dem 10. Jahrhundert (cwrinon Bosona).

### Bošnjani (Mittelalter)
Aus dem Landesnamen entstand später die Bezeichnung Bošnjani (Sg.: Bošnjanin; lat. Sg.: Bosnensis; ital. Pl.: Bosignani), mit der die Einwohner des Territoriums des frühen spätmittelalterlichen Bosniens bezeichnet wurden. Je nach politischem Motiv wurden die Bewohner der neu eroberten Gebiete auch als Bošnjani bezeichnet. Ob es einen Zusammenhang zwischen der Religionszugehörigkeit und dem Ethnonym gab, ist umstritten.
Eines der ältesten Dokumente, das die Bezeichnung Bošnjani verwendet, stammt von Stjepan II. Kotromanić um das Jahr 1322, dort heißt es: „dobri Bošnjani“ (deutsch gute Bošnjane/Bosnier/Bosniaken). Das Ethnonym wurde zu dieser Zeit fast immer mit dem Adjektiv gut verbunden.

### Bošnjaci (Osmanisches Reich)
Mit der Eroberung durch das Osmanische Reich kam es langsam zu einer Änderung der bosnischen Sprache; Wörter mit den Endungen „-ak“ wurden häufiger gebraucht (wie Poljak oder Slovak). Mit der Stabilisierung der osmanischen Herrschaft wurde Bošnjanin von Bošnjak (pl.: Bošnjaci) abgelöst. Während der osmanischen Herrschaft wurde die gesamte Bevölkerung Bosniens als Bošnjaci bezeichnet. Im Zuge der kroatischen und serbischen Nationalbewegungen des 19. Jahrhunderts bezeichneten sich katholische und orthodoxe Einwohner Bosniens zunehmend als Kroaten bzw. Serben. Eine echte Eigenbezeichnung der heutigen Bošnjaci gab es zu dieser Zeit nicht, da es auf muslimischer Seite zunächst keinen Nationalismus in dem Sinne gab. Man fühlte sich als Teil einer großen islamischen Gemeinschaft. Bošnjaci lebten während dieser Periode überwiegend im Eyâlet Bosnien.

### Muslimani (Österreich-Ungarn)
Nach dem Okkupationsfeldzug und somit dem Beginn der Herrschaft Österreich-Ungarns wurde von den Besatzern der Begriff Muhamedanci oder Muhamedovci (Muhammedaner) verwendet, mit dem sich aber die Bosniaken nicht anfreunden konnten. Die Bevölkerung bezeichnete sich weiterhin als Bošnjak oder Turčin (Türke), wobei letzteres als Eigen- und Fremdbezeichnung von Muslimen auf dem ganzen Balkan verwendet wurde. Gleichzeitig kam der Begriff Musliman (Muslim) auf. Im Österreich-Ungarischen Militär wurde jedoch von je her der Begriff „Bosniaken“ verwendet. Im Jahre 1900 wurde dann offiziell Muhamedanci durch Musliman ersetzt, was die Bevölkerung dann auch akzeptierte.

### Jugoslawien
Zur Zeit des Königreichs Jugoslawien wurde die Existenz eines eigenen Volkes bestritten, man konnte sich bei den Volkszählungen in keiner Weise als Bošnjak oder Muslim bezeichnen. Stattdessen standen die Optionen „muslimischer Kroate“ und „muslimischer Serbe“ zur Verfügung, welche jedoch von führenden bosnischen Politikern wie dem Präsidenten der Jugoslawischen Muslimischen Organisation Mehmed Spaho abgelehnt wurden.
Auch zur Zeit des sozialistischen Jugoslawien wurde die Existenz einer eigenen Ethnie zunächst bestritten; bei der ersten Volkszählung 1948 konnte man sich nur als Srbin-musliman (muslimischer Serbe), Hrvat-musliman (muslimischer Kroate) oder neopredjeljen-musliman (ethnisch indifferenter Muslim) bezeichnen. 1953 wurden alle Optionen, sich als Muslim zu bezeichnen – in welcher Form auch immer – gestrichen. Stattdessen wurde der Begriff Jugoslawe eingeführt. 1961 wurde Musliman jugoslovenskog porijekla (Muslim jugoslawischer Herkunft) vorgegeben. 1968 schließlich wurden – im Zuge einer beginnenden allgemeinen Dezentralisierung des Staates – die Muslime im ethnischen Sinn zum sechsten jugoslawischen Staatsvolk erklärt. Ab 1971 konnte man sich bei Volkszählungen als Musliman u smislu narodnosti (Muslim im ethnischen Sinn) bezeichnen.

### Gegenwart

Die „Lilienflagge“ war von 1992 bis 1998 die Flagge der Republik Bosnien und Herzegowina. Die Lilie (bosnisch: Ljiljan) gilt als Nationalsymbol der Bosniaken.

Als ab 1989 der Zerfall Jugoslawiens begann, erfolgte eine Rückbesinnung auf den alten Begriff Bošnjak. Ab 1993 wurde er in Bosnien wieder offiziell verwendet; seitdem identifizieren sich hauptsächlich Bevölkerungsgruppen muslimischer Herkunft von Bosnien und Herzegowina und des Sandschaks mit dem Begriff sowie viele muslimische südslawische Minderheiten in Südosteuropa. Dabei ist es unerheblich, ob es sich um praktizierende Muslime handelt oder solche, die kulturell und familiär einen muslimischen Hintergrund haben. Es gibt auch Goranen, die sich als Bosniaken sehen. Heute sind die Bošnjaci verfassungsmäßig eines der drei konstitutiven Völker von Bosnien und Herzegowina.
Für die Ergebnisse der Volkszählung im Oktober 2013 wurde im Vorfeld erwartet, dass sich ein nennenswerter Anteil der bosnischen Einwohner als Bosnier oder Herzegowiner identifiziert, also eine territoriale anstatt ethnische Bezugsgröße wählen könnte. Je nach Größe dieser Gruppe würde dies das im Dayton-Vertrag etablierte Proporzsystem zwischen den drei „offiziellen“ Ethnien des Landes in Frage stellen. Die Bosniaken stellen heute mit 50,11 % die Mehrheit der Bevölkerung.
Die heutige, moderne Bezeichnung für alle Einwohner des Staates Bosnien und Herzegowina lautet – unabhängig von deren ethnischer Zugehörigkeit – Bosnier (Bosanci).

## Geschichte

### Mittelalter
Der West-Balkan wurde durch den byzantinischen Herrscher Justinian I. von den Barbaren zurückerobert. Slawen (Sclaveni) überfielen den Balkan, einschließlich auch Bosnien im 6. Jahrhundert. De Administrando Imperio (ca. 960) erwähnte Bosnien (Βοσωνα/Bosona) als kleines Land (χοριον Βοσωνα/horion Bosona) und als Teil Serbiens. Der amerikanische Historiker John Van Antwerp Fine Jr. glaubt, dass der westliche Teil Bosniens zu Kroatien und der östliche Teil zu Serbien gehörte.
Nach dem Tod des serbischen Gespanen Časlav Klonimirović (ca. 927–960) schien Bosnien immer mehr politisch unabhängiger von Serbien zu werden. Bulgarien griff kurze Zeit später, zur Jahrhundertwende, Bosnien an, welches dann Teil des Byzantinischen Reiches wurde. Im 11. Jahrhundert war Bosnien Teil des südslawischen Staates Duklja.
1137 annektierte das Königreich Ungarn die Region Bosniens, verlor es kurze Zeit an das Byzantinische Reich, bevor es die Region in den 1180er wieder zurückgewinnen konnte. Nach mehrfachen Wechseln zwischen regionalen Mächten entstand ein unabhängiger bosnischer Staat im 12. Jahrhundert unter ungarischer Oberhoheit.

#### Banat Bosnien und die bosnische Kirche

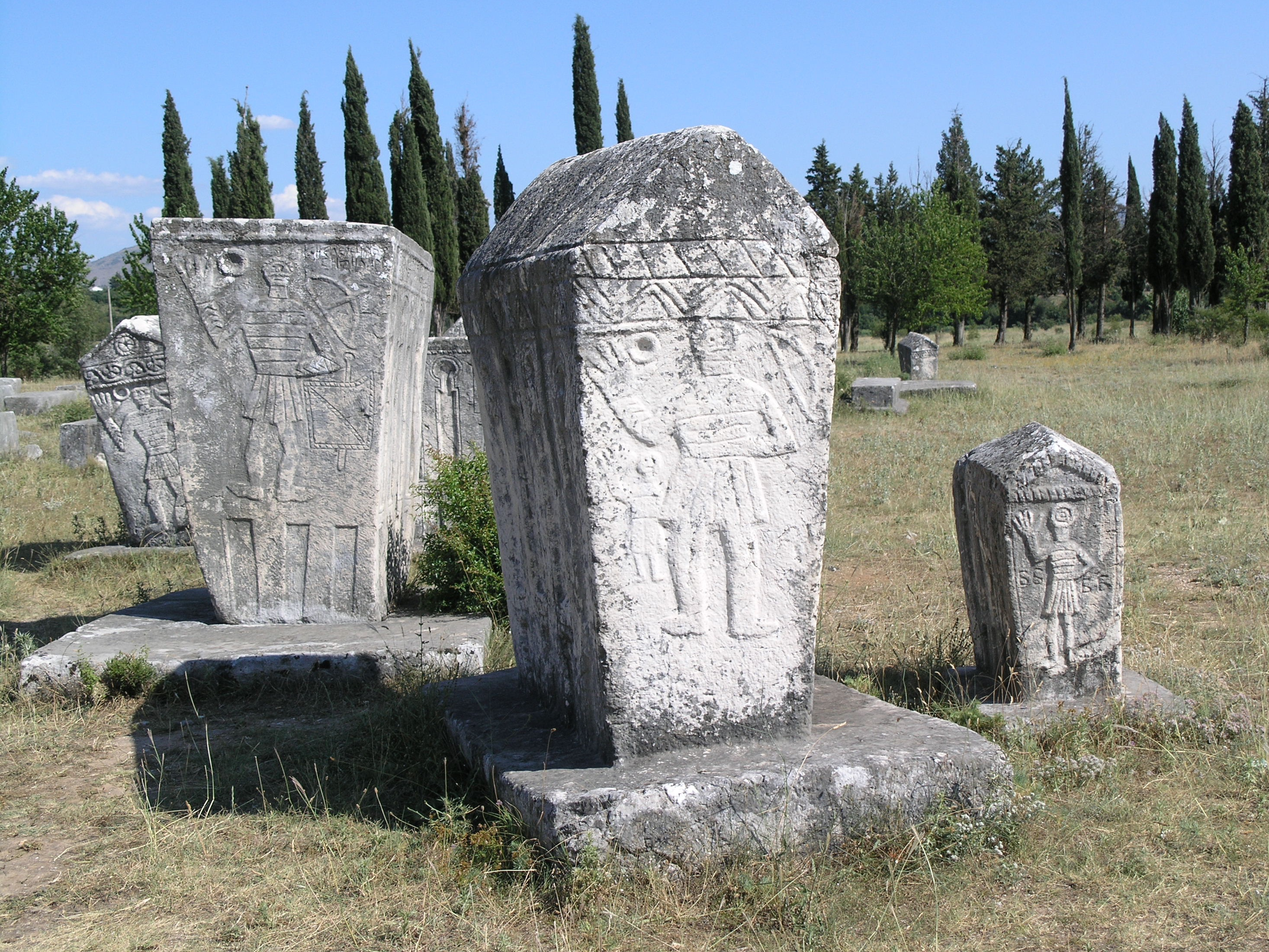
Stećci, welche verteilt in ganz Bosnien und Herzegowina liegen und in Verbindung mit der bosnischen Kirche gebracht werden.

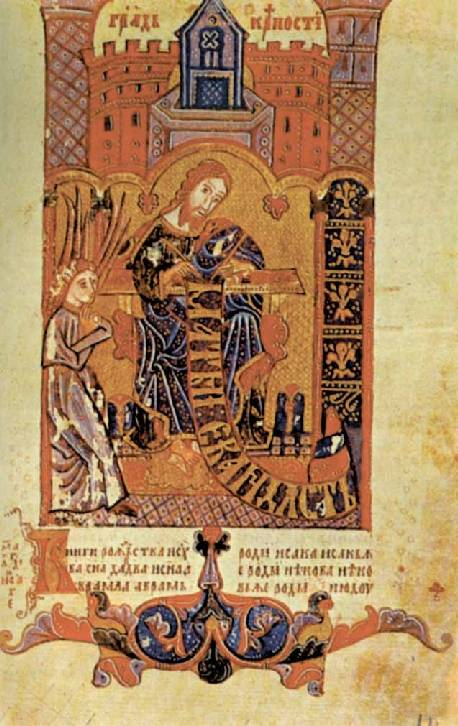
Der Hval-Codex ist eine im 15. Jahrhundert illuminierte Handschrift und eine der bekanntesten Schriften in der Bosančica.

Christliche Missionierungen, ausgehend aus Rom und Konstantinopel, hatten seit dem 9. Jahrhundert auf dem Balkan ihren Lauf genommen und etablierten die katholische Kirche in Kroatien, während die orthodoxe Kirche in Bulgarien, Makedonien und in den meisten Teilen Serbiens errichtet wurde. Bosnien, welches dazwischen liegt, blieb als Niemandsland. Im 12. Jahrhundert waren wahrscheinlich die meisten Bosnier in einer nominellen Form des Katholizismus beeinflusst, gekennzeichnet durch einen weit verbreiteten Analphabetismus in der Bevölkerung und mangelnden Kenntnissen in Latein unter den bosnischen Geistlichen. Um diese Zeit gründete der bosnische Ban Kulin die bosnische Kirche. Ihre Anhänger wurden meistens als Dobri Bošnjani (gute Bosnier), Bošnjani (Bosnier), Krstjani (Christen), dobri mužje (gute Männer) oder als dobri ljudi (gute Menschen) bezeichnet. Die späteren Besatzer, die Osmanen, nannten sie Kristianlar, während sie die katholische und orthodoxe Bevölkerung als gebir oder kafir (Ungläubige) bezeichneten.

#### Königreich Bosnien
Der bosnische Staat wurde durch die Herrschaft Stjepan II. Kotromanićs deutlich gestärkt (ca. 1318–1353), welcher die Beziehung Bosniens zu Ungarn besserte und den Staat erweiterte. Er eroberte westlichere und östlichere Gebiete um Bosnien, was zur Folge hatte, dass mehr Katholiken und Orthodoxe Christen in seinem Reich lebten. Dazu eroberte er das von den Nemanjiden gehaltene Zahumlje. In den 1340ern wurden Franziskaner nach Bosnien gegen eine vermeintliche Häresie eingeführt. Davor gab es noch keine Katholiken, oder zumindest keine katholische Organisation in Bosnien für ein ganzes Jahrhundert. Stjepan II. war auch der erste bosnische Herrscher, welcher den Katholizismus im Jahr 1347 angenommen hat. Fast alle Herrscher Bosniens waren von da an katholischen Glaubens, ausgenommen Stjepan Ostoja, der immer noch enge Bindungen zur bosnischen Kirche hatte. Der bosnische Adel wird später einen Schwur ablegen, ketzerische Organisationen zu unterdrücken, dennoch blieb Bosnien in Wirklichkeit bis zur osmanischen Besatzung multireligiös und wurde oft durch die Toleranz zwischen den verschiedenen Glaubensrichtungen charakterisiert.
In den 1370ern entwickelte sich das Banat Bosnien zum mächtigen Königreich Bosnien infolge der Krönung Tvrtko I. zum ersten König Bosniens im Jahr 1377. Sein Königreich expandierte in die serbischen und kroatischen Nachbarländer. Doch selbst mit dem Aufkommen eines Königreiches tauchte keine konkrete bosnische Identität auf; religiöse Pluralität, unabhängig gesinnter Adel und ein zerklüftetes bergiges Gelände verhinderten kulturelle und politische Einheit. Wie Noel Malcolm, ein englischer Historiker, erklärte: „Alles, was man vernünftigerweise über die ethnische Identität der Bosnier sagen kann, ist dies: Sie waren die Slawen, die in Bosnien lebten.“

#### Osmanische Herrschaft und Islamisierung
Bosnien stand seit 1463 unter osmanischer Herrschaft. Unter den Bauern wie unter den Vertretern des Adels spielte zuvor das Bogomilentum eine bedeutende Rolle, seit der bosnische Herrscher Ban Kulin 1199 zum bogomilischen Glauben konvertiert war, um sich dem ungarisch-katholischen Einflussbereich des Erzbistums Spalato zu entziehen. Die von den Bogomilen zwar beeinflusste, aber stärker hierarchisierte Bosnische Kirche wurde im 13. Jahrhundert Staatskirche, war jedoch bereits im 15. Jahrhundert durch die Mission der Franziskaner ausgeblutet. Die Islamisierung einer starken Minderheit der Bevölkerung nach 1463 erfolgte sehr langsam; sie ging vor allem auf den freiwilligen Übertritt des Adels, der Grundbesitzer und anderer regionaler Eliten zum Islam zurück, da sie ihre Führungspositionen behalten und Tributzahlungen (Fremdensteuer) vermeiden wollten. Jedoch hießen insbesondere die Bogomilen, die von der Katholischen Kirche in mehreren Kreuzzügen als Ketzer verfolgt und teils an Sklavenhändler ausgeliefert wurden, die türkische Herrschaft willkommen und traten rasch zum Islam über. Wohl auch aufgrund von Glaubensähnlichkeiten und wegen der antifeudalen Tendenzen im Bogomilentum gab es Massenkonversionen zum Islam. Die türkische Eroberung, die auch die Vorherrschaft der Großgrundbesitzer brach, stellte so in gewisser Hinsicht eine „Befreiung der Armen“ dar. Sowohl in Österreich-Ungarn seit 1900 als auch im späten Jugoslawien Titos seit etwa 1960 wurde ein „Bogomilen-Mythos“ gepflegt, um die Herkunft der Muslime als staatstragender Schicht in Bosnien direkt aus dem bogomilischen bosnischen Adel herleiten zu können.
Zwar hatte es bis zum 13. Jahrhundert bereits eine Zuwanderung ungarischer Ismailiten gegeben, doch spielte die nach 1453 einsetzende Zuwanderung von Verwaltungsbeamten und Händlern aus anderen Regionen des Osmanischen Reichs kaum eine Rolle für die Islamisierung. Viele serbische Landbewohner hingen weiter dem orthodoxen Glauben an, ein Teil der Stadtbürger an der Küste und an der Save blieb römisch-katholisch. Erst im 17. Jahrhundert war Bosnien mehrheitlich islamisiert.
Die osmanische Verwaltung unterstützte zunächst die orthodoxe Kirche, weil sie in den Katholiken einen verlängerten Arm des Papsttums sahen, und begünstigte sogar die Konversion vom katholischen zum orthodoxen Glauben. Der orthodoxen Kirche wurden zahlreiche Kirchenneubauten genehmigt, der katholischen Kirche nur Reparaturen. Den in Bosnien lebenden Christen und Juden wurden wie im gesamten Osmanischen Reich im Rahmen des Millet-Systems bestimmte Rechte zugebilligt; im Gegenzug wurde den Angehörigen diesen Schutzbefohlenen eine besondere Steuer, die cizye, auferlegt und das Tragen von Waffen untersagt. Unter dem Dach der Millets konnten sich verschiedene Ethnien versammeln. Die Millets erhöhten den politischen Einfluss des Klerus der verschiedenen Glaubensrichtungen, der auch weltliche Aufgaben wie die Eintreibung der Steuern übernahm, und wurden zum Kristallisationskern kollektiver Identitäten. Selbst die Muslime bezeichneten sich teilweise als islamski millet.

### Österreich-Ungarn
Nach dem osmanischen Staatsbankrott und Unruhen der christlichen Bevölkerung forderte Österreich-Ungarn vom Osmanischen Reich die Gewährung von Religionsfreiheit für die bosnische Bevölkerung und eine Agrarreform. Letztere wurde aber auch nach der österreichisch-ungarischen Okkupation von 1878 nicht konsequent umgesetzt. Es kam zu mehrjährigen Unruhen, weshalb die politische und grundbesitzende Elite der muslimischen Bosniaken für die Kooperation mit der Besatzungsmacht gewonnen werden sollte. Daher wurde ihre dominierende soziale Stellung nicht infrage gestellt, ihre Mitglieder waren oft als höhere Verwaltungsbeamte tätig, was die sozialen Konflikte vor allem mit der serbischen Bauernschaft verstärkte. Allerdings richtete die österreichische Verwaltung die völlig neue Institution eines geistlichen Oberhaupts für die bosnischen Muslime, den Reis-ul-ulema, sowie einen obersten geistlichen Rat ein. Das rief den Widerstand der konservativen Geistlichkeit hervor, der sich zu Beginn des 20. Jahrhunderts verschärfte, und auch die muslimischen Großgrundbesitzer und Verwalter der zahlreichen frommen Stiftungen (Vakuf) machten nun Front gegen die allerdings zögerlichen Pläne einer Verwaltungsmodernisierung und Erneuerung des Bildungssystems.
Seit 1882 wurden die Muslime zum Militärdienst herangezogen. Auf Wunsch der Osmanischen Regierung wurde die Eidesformel angepasst und die Muslime leisteten den Eid getrennt von den anderen bosnischen Soldaten. Das Versprechen gegenüber Gott wurde zudem an die Pflichten gegenüber dem Kaiser gekoppelt, um die Loyalität zur Monarchie zu stärken.
Der Bildungsstand der Bosniaken war relativ schlecht. Ein von Europa beeinflusster Literaturbetrieb, der aber lange die Spuren des Sufismus trug, entwickelte sich nur allmählich. 1898 erschien der erste Roman eines bosnischen Muslims (Zeleno busenje von Edhem Mulabdić). Anders als im gut ausgebauten katholischen Bildungssystem der Kroaten wurden muslimische Mädchen selten in die Schule geschickt. Mischehen waren relativ selten und kamen fast nur in Städten vor. In der Regel trat die Ehefrau der Glaubensrichtung ihres Mannes bei. 1899 eskalierten muslimische Proteste wegen der angeblichen Zwangskonversion einer Muslima zum Katholizismus. Aber auch serbisch-orthodoxe und katholische Priester sahen Mischehen als Bedrohung ihres Glaubenssystems an.
Ein Hauptarchitekt der Nationalitäten- und Religionspolitik war der österreich-ungarische Finanzminister Benjámin Kállay, der die Bosniaken als eigene, nicht nur religiös definierte Ethnie förderte. Die durch die Modernisierungs- und Infrastrukturpolitik (Schulen, Bahn, Post usw.) stark vermehrte ortsansässige niedere Beamtenschaft waren wohl die wichtigsten Träger eines ethnisch begründeten Identitätsgefühls.
Nach der endgültigen Annexion Bosniens im Jahr 1908 wurde 1910 ein Landtag in nach Religionszugehörigkeit getrennten Kurien gewählt. Damals zählte die muslimische Bevölkerung ca. 650.000, also etwa ein Drittel der Gesamtbevölkerung Bosniens. Seit 1909 wurden Entwürfe eines Islamgesetzes diskutiert, die einerseits die Gleichstellung des Islam nach hanefitischem Ritus mit den anderen Religionen anstrebte, jedoch Vorbehalte gegenüber einzelnen Einrichtungen und Gebräuchen machte, die nicht den staatliche Gesetzen entsprachen (Polygamie usw.), schließlich aber auch die Hauptregeln des islamischen Eherechts (Scheidung usw.) erhalten wollten. Das für damalige Verhältnisse wegweisende Islamgesetz wurde 1912 erlassen; es galt in Österreich bis ins Jahr 2015.

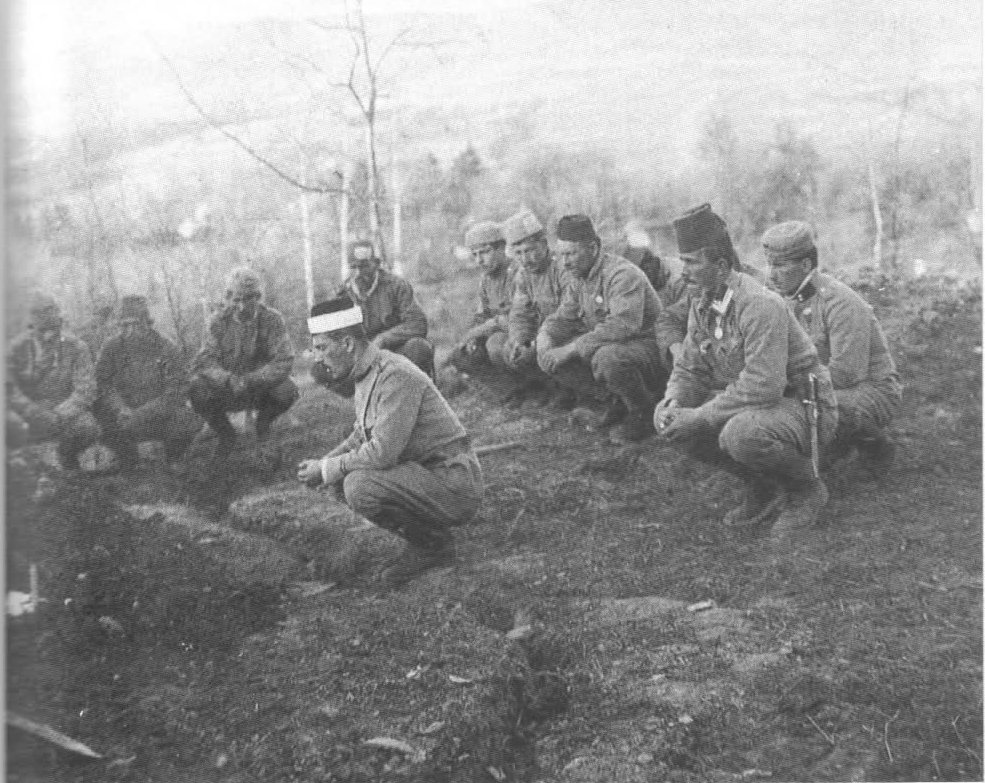
Bosniakischer Militärimam beim Feldgebet im Ersten Weltkrieg

Für die Habsburgermonarchie stellte eine erfolgreiche Modernisierung Bosniens eine Nagelprobe dar, die – wenn sie denn erfolgreich gewesen wäre – ein Beispiel für die Beruhigung der Beziehungen zwischen verschiedenen Religionen und Ethnien im Vielvölkerstaat hätte darstellen können. Jedoch war sie wohl zum Scheitern verurteilt, vor allem weil hier eine jahrhundertelang staatstragende bosniakische Aristokratie nun als kompakte Minderheit in einen fremden Staat eingebunden werden sollte. Der Versuch, die muslimische Bevölkerung von ihrer Geistlichkeit zu trennen, führte daher zur Politisierung der Bosniaken.
So mündete der Konfessionalismus trotz einer weitgehend reichstreuen Beamtenschaft in einen religiös legitimierten Nationalismus; die religiösen Konflikte wurden ethnisiert und es kam zur Bildung dreier getrennter ethnisch-religiöser Gruppen. Insbesondere nach dem Attentat von Sarajevo entstand unter den Bosniaken eine nationalistische Bewegung, wobei auch die Frage der Bodenverteilung nicht unerheblich war.
Bereits vor dem Ersten Weltkrieg wurde die Zuverlässigkeit slawischstämmiger Soldaten in der k.u.k.-Armee in Frage gestellt. Daher wurden serbische Mannschaften unter die als treu geltenden bosniakischen und kroatischen Truppen der bosnischen Regimenter gemischt. Im Ersten Weltkrieg zeichneten sich die bosnischen Truppen im österreich-ungarischen Heer dennoch insgesamt durch Loyalität und Tapferkeit aus. Den Bosniaken wurde erlaubt, ihre Speisevorschriften zu befolgen und den roten Fes zu tragen. So wurde Österreich zum größten Fes-Produzenten der Welt. Der Kampf der Bosniaken für den Kaiser wurde übrigens von den politischen und religiösen Vertretern der muslimischen Welt als Dschihad, als heiliger Krieg, legitimiert. Besonders die verlustreiche Erstürmung des strategisch wichtigen Monte Meletta-Fior am 7. Juni 1916 brachte ihnen viel Ruhm ein.
Die Desertationen zur Jahreswende 1914/15 gehen weitgehend auf die Nachrichten zurück, die serbische Soldaten der bosnischen Regimenter über österreichische Vergeltungsaktionen an serbischen Zivilpersonen erhielten. Erst gegen Ende des Krieges kam es verstärkt zu Desertionen der bosniakischen Mannschaftsdienstgrade, worauf man die bosniakischen Truppen mit Polen und Ruthenen mischte. Die Truppen waren durch Hunger und Krankheiten wie Malaria geschwächt. Wer desertierte und aufgegriffen wurde, musste dem eine „Belohnung“ zahlen, der ihn gefunden hatte. Bei dreimaligem Verstoß wurde Tod durch Erschießen angeordnet. Offiziell starben 10.000 bosnische Soldaten im Ersten Weltkrieg, doppelt so viele blieben vermisst, über 18.000 wurden gefangen genommen und etwa 50.000 verletzt. Anderen Quellen zufolge kamen mindestens 38.000 bosnisch-herzegowinische Soldaten ums Leben.

### Königreich Jugoslawien und Zweiter Weltkrieg
Bald nach der Gründung Jugoslawiens setzten nationalistische Spannungen ein. Die slawischen Muslime und Mazedonier wurden nicht als eigenständige Teile der südslawischen Nation angesehen, sondern offiziell als muslimische Serben bzw. Südserben geführt. Zugleich beanspruchten die Kroaten die Bosniaken als Teil ihrer Nation. Daher regte sich bei Muslimen wie bei mazedonischen Slawen und Slowenen Widerstand gegen die unitarische Auffassung von der einen jugoslawischen Nation. Die politische Organisation der Muslime, die Jugoslawische Muslimische Organisation unter Džafer Kulenović (Džafer-beg Kulenović), einem politischen Vertreter der pro-kroatischen Muslime, war bald isoliert und wurde von den Serben bekämpft. Nach der Ausrufung der Königsdiktatur Alexanders I. im Jahr 1929 wurde sie wie alle anderen Parteien auch verboten.
1939 wandte sich Kulenović gegen eine ethnische Teilung Bosniens, die der jugoslawische Staat mit dem erweiterten Autonomiestatut für Kroatien anstrebte. Nach dem deutschen Einmarsch wurde das bosnische Territorium unter die Kontrolle des Unabhängigen Staates Kroatien gestellt; die Bosniaken wurden zu Kroaten mit islamischer Religion. Ein Teil der muslimischen Politiker, so auch Kulenović, akzeptierte die Zusammenarbeit mit den Ustascha-Behörden und eine Autonomie innerhalb Kroatiens. Džafer Kulenović wurde im April 1941 von Ante Pavelić zu seinem Beauftragten für Bosnien ernannt. Im November 1941 wurde er als Nachfolger seines Bruders Osman Kulenović kroatischer Vizepräsident. Džafer Kulenović ging radikal gegen bosnische Serben und Juden vor. Ein anderer Teil der Bosniaken verhielt sich gegenüber der neuen Regierung gleichgültig, viele schlossen sich aber den Partisanen an.
Bosnien wurde seit 1943 zum Hauptschauplatz grausamer Partisanenkämpfe mit zahllosen Opfern. Einige muslimische Politiker unter Führung von Uzeir-aga Hadžihasanović forderten bald eine bosnische Autonomie, um sich besser vor den Serben schützen zu können, gegen die die kroatische Regierung in ihren Augen nicht wirksam genug vorging. Die Kroaten bezeichneten die Forderung als eine Form der Unterstützung der Partisanen, was aber insofern unberechtigt war, als die Muslime ja die Errichtung eines deutschen Protektorats auf dem Territorium Bosnien-Herzegowinas verlangten. So erklärten die diesem Flügel angehörigen bosnischen muslimischen Politiker in einem Memorandum vom 1. November 1942: Die Bošnjaci, also „die Muslime Bosniens, sind integraler Bestandteil des 300 Millionen zählenden islamischen Volks im Osten, das seine Befreiung nur durch den Kampf gegen den englischen Imperialismus, das Judentum, die Freimaurerei und den Bolschewismus erreichen kann, ein Kampf, in welchem das deutsche Volk unter der Leitung seines Führers an vorderster Front steht“. Bosnien sei in den Bestand des kroatischen Staates gekommen, „was nach unserem Willen und unserer Zustimmung geschah“, aber bald „entgegen unseren Hoffnungen und Erwartungen ausfiel“. Man habe geglaubt, „dass unser Bosnien-Hercegowina unter deutscher Militärverwaltung bleiben und die bosnischen Muslime als das numerisch stärkste Element zur Mitarbeit in der Verwaltung aufgefordert würden“. Diese Hoffnung sei enttäuscht worden. Die Politiker, die auf einen bosnischen Anschluss an ein Großdeutsches Reich in der Tradition der Donaumonarchie hofften, boten Hitler im Gegenzug für mehr Autonomie die Gründung einer muslimischen SS-Einheit an. 1943 verließen – auch aufgrund der Propaganda des Großmuftis von Jerusalem und teils unter Vorspiegelung falscher Tatsachen – viele Muslime unorganisiert und gegen kroatischen Widerstand den kroatischen Militärdienst, was zunächst ein Chaos verursachte. Sie bildeten mit Hilfe deutscher SS-Offiziere eine muslimische Legion. Aus dieser Truppe, der das Tragen des Fes erlaubt wurde, ging die 13. Waffen-Gebirgs-Division der SS „Handschar“ hervor, die zuerst in Frankreich ausgebildet wurde. Dort musste ein Aufstand der Truppen, die sich durch die Verlegung getäuscht fühlten, gegen ihre deutschen Offiziere niedergeschlagen werden.
1944 wurde die Division nach Bosnien verlegt, wo sie serbische Partisanen bekämpfte. Dabei kam es auch zu Gräueltaten gegenüber der serbischen Zivilbevölkerung, Roma und Juden, aber mit den antikommunistisch-königstreuen Tschetniks arbeitete man gelegentlich zusammen. Die Division ignorierte die kroatischen Staatsorgane und ernannte selbst die Dorfältesten, die auf Hitler oder die SS vereidigt wurden. Nachdem die Division das bevorzugte Angriffsziel der Partisanen wurde und im Spätsommer 1944 immer mehr Soldaten desertierten, da sie teilweise noch das Zusammenbruchsszenario von 1918 vor Augen hatten, lösten die Deutschen sie auf. Gegen Ende des Krieges kämpfte in Bosnien fast jeder gegen jeden. Kulenović ging nach Syrien ins Exil.

### Politisches Instrument für die Bewegung der Blockfreien
Nachdem Tito zusammen mit Nasser und Nehru die Bewegung der blockfreien Staaten gegründet hatte, kamen die bosnischen Muslime nach dem Zweiten Weltkrieg wieder leichter in Kontakt mit der restlichen muslimischen Welt. Obwohl die Islamische Religiöse Gemeinschaft, welche die jugoslawischen Muslime offiziell repräsentierte, dazu instruiert wurde, den Islamischen Weltkongress in Karachi 1952 zu boykottieren, wurden deren Angehörige bald im Namen der Sozialistischen Föderativen Republik Jugoslawien in alle Welt geschickt. Ein muslimischer Hintergrund war ein Vorteil für Kandidaten für den jugoslawischen Auswärtigen Dienst in den blockfreien Staaten und den Ländern des Globalen Südens. Viele bosnisch-muslimische Diplomaten dienten daher in den arabischen oder südostasiatischen Staaten. Die Tatsache, dass diese Beamten alle Mitglieder der kommunistischen Partei waren und ihre Religion größtenteils aufgegeben hatten, schien von keiner Bedeutung zu sein, solange sie muslimische Vornamen trugen.

### Streben nach Anerkennung
Bei der Volkszählung von 1948 standen den Muslimen im ehemaligen Jugoslawien drei Optionen zur Verfügung: Sie konnten sich „muslimische Serben“, „muslimische Kroaten“ oder aber als „Muslime (nicht deklarierte Nationalität)“ nennen. Tatsächlich gaben der überwiegende Teil der Muslime „nicht deklariert“ an.
1953 gab es ein ähnliches Ergebnis. Seinerzeit wurde der Geist des Jugoslawismus propagiert. Die Bezeichnung „Muslim“ wurde entfernt. An ihre Stelle trat die Angabe „Jugoslawe (nicht deklarierte Nationalität)“. Wiederum entschieden sich die meisten für diese Option.
In den 1960ern änderte sich der Trend. Im Allgemeinen fügten sich die bosnischen Politiker der serbischen Dominanz. Die bosnische kommunistische Partei zählte etwa 60 % Serben und lediglich 20 % Muslime. Doch die Vertreter des politischen Islam in Bosnien beobachteten den Kampf Nassers gegen die panislamische Muslimbruderschaft, nachdem diese zu seinem Sturz aufgerufen hatten, und Saudi-Arabiens Unterstützung des Panislamismus, der rasch Anhänger unter der verarmten Bevölkerung vieler islamischer Länder fand. Nach dem Rücktritt des Serben Đuro Pucar als Parteivorsitzender und Aleksandar Ranković’ als Titos Sicherheitschef kam Belgrad den Muslimen und den anderen nicht-serbischen Volksgruppen im Hinblick auf ihre Autonomiebedürfnisse entgegen. Für die Bestrebungen zur Anerkennung der Muslime als eigenständiger Ethnie waren zwei weitere Faktoren entscheidend: das Bestreben, die Identitäten der Teilstaaten gegenüber einem „integralen Jugoslawismus“ zu stärken, und der Aufstieg einer kleinen Elite muslimischer Kommunisten innerhalb der Partei. Ein wichtiger Befürworter dieser neuen Nationalitätenpolitik, die jedoch nicht intendierte, Bosnien-Herzegowina zu einer rein islamischen Republik zu machen, sondern ein säkularisiertes Verständnis von Nation entwickelte, war Džemal Bijedić.
Bei der Volkszählung von 1961 wurde es möglich, „Muslim im ethnischen Sinne“ anzugeben. Ebenso bezog sich die bosnische Verfassung von 1963 in der Präambel auf „Serben, Kroaten und Muslime, in Vergangenheit vereinigt durch ein gemeinsames Leben“, was implizit bedeutete, dass die Muslime als Volksgruppe erachtet wurden. Von nun an wurden die Muslime wie die übrigen Volksgruppen behandelt, wenn dies auch noch nicht offiziell bestätigt wurde.

Inoffizielle Flagge der bosnischen Muslime, häufig an Moscheen zu sehen, von der Bevölkerung selten genutzt

Eine Vielzahl von Akademikern und Beamten startete unter der intellektuellen Führung von Muhamed Filipović und mit Hilfe kommunistischer Funktionäre wie etwa des Historikers Atif Purivatra – eines Vertreters des Bogomilen-Mythos – eine Kampagne zur Großschreibung des M im Wort Musliman. Dieses bezeichnet das Mitglied einer Volksgruppe im Gegensatz zu musliman, das lediglich auf die Religionszugehörigkeit als Identitätskriterium verweist. Filipović wurde 1967 deswegen aus der Partei ausgeschlossen. Das bosnische Zentralkomitee der kommunistischen Partei entschied 1968 jedoch, dass „die derzeitige sozialistische Praxis zeigt, dass Muslime eine eigenständige Volksgruppe sind“. Trotz heftigen Widerstandes in Belgrad von Seiten serbisch-nationaler Kommunisten wie etwa Dobrica Ćosić oder mazedonischer Politiker wurde diese Vorgangsweise von der Zentralregierung bestätigt. Die Angabe bei der Volkszählung von 1971 lautete daher „Muslim (im Sinne einer Volksgruppe)“. Das Studium der islamischen Theologie in Bosnien-Herzegowina und der studentische Austausch mit anderen muslimischen Staaten wurden seitdem stimuliert. 1977 wurde die Fakultät der Islamischen Theologie an der Universität Sarajevo eingerichtet.

### Rolle der Intellektuellen

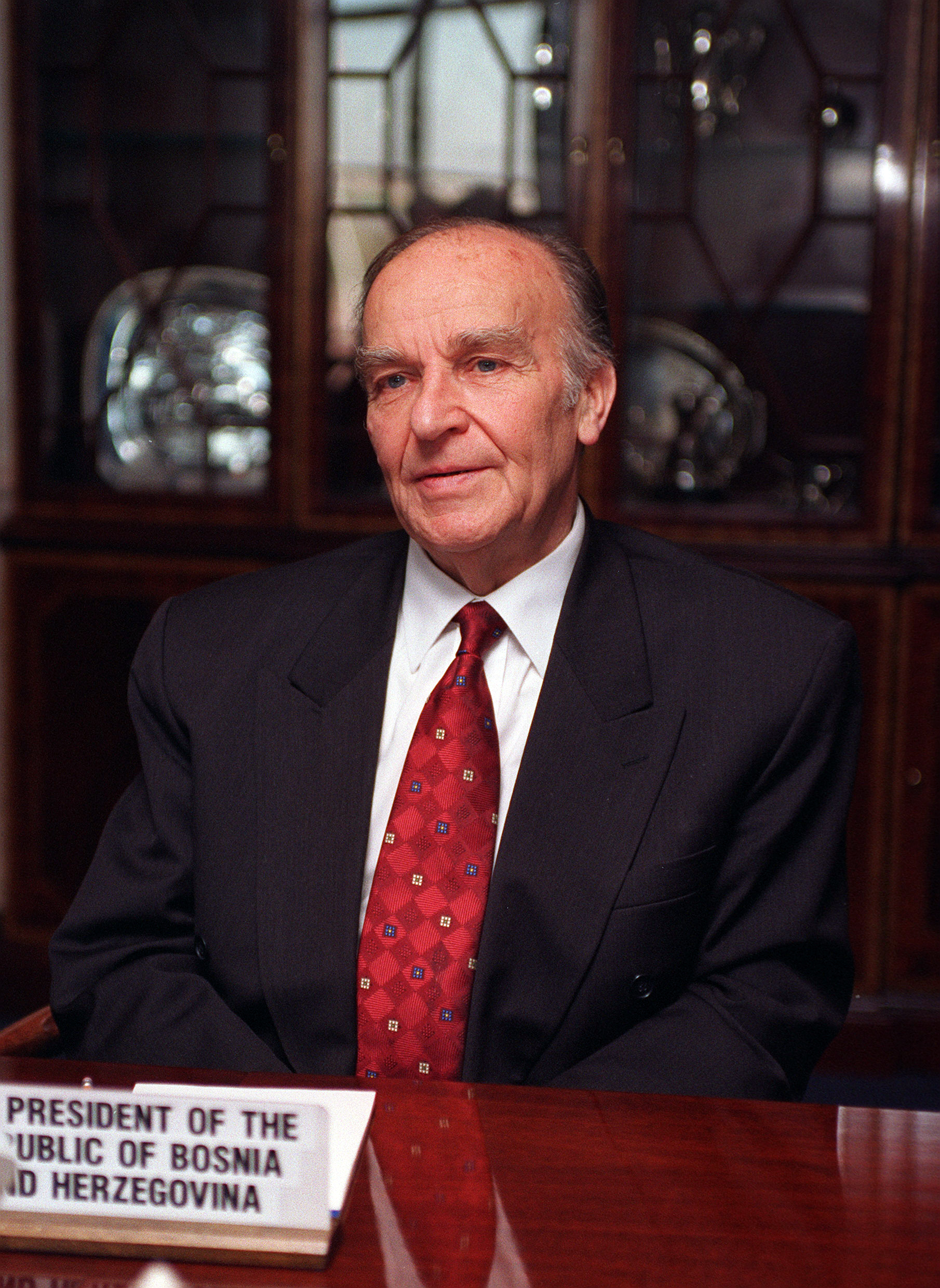
Alija Izetbegović (1925–2003) – Er erklärte 1992 die Unabhängigkeit von Bosnien und Herzegowina und war Präsident der Republik Bosnien und Herzegowina (1990–1996) und führendes Mitglied des kollektiven Staatspräsidiums (1996–2000).

Die Bewegung zur Anerkennung der Slawischen Muslime als eigenständiger Volksgruppe begann in den späten 1960ern und Anfang der 1970er. Aus dieser entwickelten sich zwei Strömungen: Eine wurde von Kommunisten und anderen säkularisierten Muslimen wie Džemal Bijedić geführt, die die muslimische Identität in Bosnien-Herzegowina zu einer definitiv nicht-religiösen umwandeln wollten (der sog. säkulare „Muslimische Nationalismus“), und eine davon getrennte, die die islamische Identität in den Vordergrund stellte.
Zur ersten Strömung gehörten Wissenschaftler wie Atif Purivatra, der sich seit Ende der 1960er intensiv und auf akademischem Niveau mit der Frage der Nationalität der bosnischen Muslime auseinandersetzte. Ein prominentes Beispiel für die Sichtweisen der zweiten, konservativ-panislamischen Strömung ist die „Islamische Deklaration“, eine programmatische Schrift, die in den 1960er Jahren von Alija Izetbegović verfasst und im Todesjahr Nassers (1970) als Buch herausgegeben wurde. Izetbegović stand mit seinen Ansichten im Gegensatz zu Purivatra. Er unterhielt Kontakte zu den Muslimbruderschaften im Ausland und forderte einen panislamischen föderativen Staat. Die Anhänger dieser Bewegung wandten sich gegen Mischehen und traten für Alkoholverbote und die Verschleierung der Frauen ein. Izetbegović erklärte, dass es keinen Frieden zwischen den Muslimen und nichtmuslimischen Institutionen geben könne. Er verurteilte den säkularen Nationalismus als trennendes Instrument und bezeichnete den Kommunismus als inadäquates System. Izetbegović wurde in der Folge 1983 zu 14 Jahren Haft wegen „Aufrufs zur Zerstörung Jugoslawiens“ verurteilt, 1988 aber zur Entschärfung des Kosovo-Konflikts freigelassen.

## Sprache
Bosniaken sprechen zumeist Bosnisch, eine standardsprachliche Form jenes štokavischen Dialekts, auf dem auch Kroatisch und Serbisch basieren und die heute innerhalb Bosniens offiziell als eigenständige Sprache betrachtet und als solche ausgebaut wird. Sie weist im Vergleich zu den anderen Standardvarietäten des Serbokroatischen Unterschiede in Phonologie und Morphologie sowie teilweise in Syntax, Rechtschreibung und außerdem im Wortschatz auf, wobei letzteres am offensichtlichsten ist.
Der bosnische Wortschatz weist etwas größere Einflüsse der türkischen, persischen und der arabischen Sprache auf, welche durch das Osmanische ins Bosnische Einzug fanden. Bei der Volkszählung 2013 in Bosnien und Herzegowina bezeichneten 1.866.585 Einwohner und damit die Bevölkerungsmehrheit ihre Sprache als Bosnisch.

### Familiennamen
Die bosniakischen Nachnamen haben, wie im südslawischen Raum üblich, oft die Endungen „ić“ oder „ović“. Anhand der Nachnamen ist der Einfluss der osmanisch-islamischen Kultur erkennbar. So tragen viele Bosniaken Namen wie z. B. „Imamović“ (übersetzt: Sohn des Imams) oder „Hadžiosmanović“ (Sohn des Haddschi Osman). Da Bosniaken in Bosnien und Herzegowina während der Herrschaft des Osmanischen Reiches den Adel stellten, gibt es viele Nachnamen, die darauf hinweisen, wie z. B. „Kurbegović“ (Nachkommen des Kur-beg) oder „Hadžipašić“ (Nachkommen des Haddschi-paša). Die häufigsten Adelstitel, die sich in Nachnamen finden lassen, sind -beg-, -aga- und -paša-.
Es gibt daneben aber auch bosniakische Nachnamen, die keine ić-Endung besitzen. Diese beziehen sich in der Regel auf einen Beruf, auf die Herkunft oder andere Faktoren der Familiengeschichte. Ein Beispiel für einen solchen Namen ist der häufige Name Zlatar (übersetzt: Goldschmied). Es gibt auch Nachnamen, die aus der vorslawischen Zeit stammen und deren Bedeutung heutzutage nicht mehr bekannt ist.
Andere bosniakische Namen haben nichts Orientalisches an sich, enden aber auf -ić. Diese Namen haben ihren Ursprung im Mittelalter und haben sich wahrscheinlich seitdem nicht verändert. Sie gehören dem alten bosnischen Adel an oder sind der letzten Welle der zum Islam Konvertierten zuzurechnen. Beispiele hierfür sind Tvrtković und Kulenović (vgl. König Tvrtko oder Ban Kulin).
Die Vornamen der Bosniaken sind meist arabischen, türkischen oder persischen Ursprungs. So heißen viele z. B. Hasan, Adnan, Sulejman oder Emir. Einige arabische Namen werden gekürzt. Daneben sind auch Namen populär, die nicht religiös gebunden und im gesamten südslawischen Raum verbreitet sind, wie etwa der Name Zlatan (der Goldene).

## Religion
Die Mehrheit der Bosniaken sind Muslime, in ihrer Mehrheit Sunniten der hanafitischen Rechtsschule. Daneben gibt es auch Bosniaken, die sich keiner Konfession zuordnen wollen und sich daher „nur“ als Muslime betrachten. In Zentralbosnien gibt es eine kleine Sufi-Gemeinde.
Eine Minderheit der bosnischen Muslime sind schiitisch.
Neben gläubigen Muslimen gibt es auch Atheisten und Agnostiker oder die einer anderen Religion angehören.

## Siedlungsgebiet

Bevölkerungsanteil der Bosniaken in den Gemeinden Bosnien und Herzegowinas:
> 90 %
80–90 %
65–80 %
50–65 %
40–50 %
30–40 %
20–30 %
10–20 %
5–10 %
1–5 %
< 1 %

Zum Siedlungsgebiet der Bosniaken gehört heute überwiegend Bosnien und Herzegowina, vor allem dessen Teilrepublik Föderation Bosnien und Herzegowina, und einige kleine Abschnitte an dessen Grenze sowie Teile des Sandžak zwischen Serbien und Montenegro und kleine Teile im Kosovo.
Bis zum Bosnienkrieg 1992 stellten die Bosniaken vor allem die Stadtbevölkerung des Landes, sie siedelten vor allem im Zentrum und im Osten sowie in der Region Bihać im Westen.
Nach den „ethnischen Säuberungen“ während des Krieges, als Bosniaken vor allem aus den von der Republika Srpska kontrollierten Gebieten entlang der Drina vertrieben wurden und dem Völkermord an den Bosniaken in Srebrenica konzentrieren sie sich inzwischen auf die Region um die Städte Sarajevo, Zenica und Tuzla und den Raum Bihać. Die Region Bihać ist deckungsgleich mit dem Kanton Una-Sana, welcher mit 94,3 % den höchsten Anteil von Bosniaken an der gesamten Einwohnerzahl aufweist. Das kulturelle Zentrum der Bosniaken ist Sarajevo.

### Nachfolgestaaten Jugoslawiens
Durch die ökonomisch bedingte Binnenwanderung während der jugoslawischen Periode entstand eine bosniakische Diaspora in Slowenien und Kroatien. Es gibt aber in Kroatien auch vereinzelt Bosniaken, die seit der Osmanischen Herrschaft dort leben, diese gehören zu den wenigen übrig gebliebenen Bosniaken, die nicht nach dem Ende der Osmanischen Herrschaft bzw. dem Rückzug des Eyâlet Bosnien ausgewandert sind. Der Krieg auf dem Balkan in der ersten Hälfte der 1990er Jahre sorgte zudem für erhebliche Flüchtlingsbewegungen.
| Regionen                     | Bosniaken | Bosniaken | Jahr der Erhebung | Jahr der Erhebung |
| ---------------------------- | --------- | --------- | ----------------- | ----------------- |
| Bosnien und Herzegowina      | 1.860.347 | 50,11 %   | [ 44 ]            | 2013              |
| Serbien                      | 145 278   | 02,02 %   | [ 45 ]            | 2011              |
| Montenegro                   | 53 605    | 08,65 %   | [ 46 ]            | 2011              |
| Kroatien                     | 31.479    | 00,73 %   | [ 47 ]            | 2011              |
| Kosovo → Bosniaken im Kosovo | 27.553    | 01,58 %   | [ 48 ]            | 2011              |
| Slowenien                    | 21.542    | 01,10 %   | [ 49 ]            | 2002              |
| Nordmazedonien               | 17.018    | 00,84 %   | [ 50 ]            | 2002              |

### Türkei
Eine große bosniakische Diaspora besteht in der Türkei. Es leben heute je nach Quelle fünf, sieben, acht oder gar zwölf Millionen Nachfahren von Bosniaken in der Türkei. Von der Okkupation bis zum Beginn des Ersten Weltkriegs (1878 bis 1914) sind nach Angaben Österreich-Ungarns aus Bosnien und Herzegowina 61.114 Bosniaken ausgewandert, was aber nicht den Tatsachen entsprach. Alleine schon in der Periode 1900 bis 1905 waren es 72.000 Bosniaken nach den Angaben des osmanischen Komitees für die Platzierung der Flüchtlinge, in der gleichen Periode waren es nach Österreich-Ungarns Angaben lediglich 13.750. Schätzungen gehen von 150.000 Auswanderern während der Herrschaft Österreich-Ungarns aus, es gibt auch Publizisten die von 300.000 Bosniaken sprechen, was aber von den meisten Historikern als Übertreibung betrachtet wird.

### Andere Staaten
Seit den 1960er Jahren kamen Bosniaken als Gastarbeiter in westeuropäische Staaten, in den 1990er Jahren als Kriegsflüchtlinge auch in die USA, nach Kanada und Australien.
In Deutschland entstanden erste bosniakische Gemeinden bereits in den 1960er und 1970er Jahren, als zahlreiche Gastarbeiter aus Jugoslawien nach Deutschland kamen. Viele der in Deutschland lebenden Bosniaken sind während des Bosnienkrieges zugewandert. Seit 1994 bzw. 2007 gibt es den Dachverband Islamische Gemeinschaft der Bosniaken in Deutschland.